# Danilo Veron Bairros
Danilo Veron Barros, kurz Danilinho (* 11. März 1987 in Ponta Porã, Brasilien) genannt, ist ein brasilianischer Fußballspieler. Danilinho ist Mittelfeldspieler beim brasilianischen Verein Clube de Regatas Brasil. 
Seine Jugend verbrachte er hauptsächlich bei América FC (SP). Nachdem er noch ein halbes Jahr bei der U-19 Mannschaft des FC Schalke 04 gespielt hatte, begann er seine Profilaufbahn beim Mirassol FC. Dort konnte er jedoch nicht mit guten Leistungen auf sich aufmerksam machen, wodurch er zum FC Santos und danach zurück zu seinem Jugendverein, América FC (SP), wechselte. Im Jahr 2006 wurde er durch Atlético Mineiro verpflichtet, die gerade aus der brasilianischen Série A abgestiegen waren, und daher ein neues, hauptsächlich aus jungen Spielern bestehendes Team, aufbauen wollten. Er wurde sofort Stammspieler und nach Ablauf der Saison zu einem der besten Spieler der Série B gewählt. 
Danilinho ist ein vielseitig einsetzbarer Spieler, der sich vor allem durch hohe Schnelligkeit und Wendigkeit auszeichnet. Er ist sehr laufstark und beidfüßig, wobei der rechte Fuß der Stärkere ist, und kann als rechter Mittelfeldspieler, Rechtsaußen, linker Mittelfeldspieler, Linksaußen, offensiver Mittelfeldspieler und hängende Spitze eingesetzt werden. Seine Vorstöße aus der Tiefe sind durch seine gute Technik und Ballbehandlung bei gleichzeitig hoher Schnelligkeit sehr gefährlich.
Bei der Staatsmeisterschaft von Minas Gerais 2007 gehörte er zu den besten Akteuren des Turniers und war einer der Hauptgründe dafür, dass Atlético Mineiro den Titel gewinnen und im Finale den Rivalen Cruzeiro Belo Horizonte schlagen konnte, wo er im Hinspiel das vorentscheidende Tor zum 2:0 beim 4:0-Sieg selber beisteuerte. Auch 2008 machte Danilinho bei den Staatsmeisterschaften von Minas Gerais von sich reden. Im Rückspiel des Finales wurde er nach einer Auseinandersetzung mit seinem Gegenspieler Charles, der angeblich seine Frau beleidigt hatte, des Platzes verwiesen. Trotz seines geringen Alters zählt Danilinho schon zu den wichtigsten Spielern und ist neben Marques ein Idol unter den Anhängern. Er ist 1,64 m groß, wiegt 60 kg und hat auch schon für die U-20 der Seleção gespielt.

## Erfolge
- Campeonato Paulista Infantil (Jugendmeister des Bundesstaates São Paulo): 2000
- Campeonato Brasileiro Série B (Brasilianischer Fußballmeister der Série B): 2006
- Campeonato Mineiro (Staatsmeisterschaft von Minas Gerais): 2007